# Jean-Claude Fortuit
Jean-Claude Fortuit, né le 7 avril 1935 à Paris, est un homme politique français. Membre de l’Union des démocrates pour la République, il était député de la première circonscription de l’Essonne et conseiller général du canton de Montgeron.

## Biographie
Jean-Claude André Fortuit est né le 7 avril 1935 à Paris.
Jean-Claude Fortuit est secrétaire aux Affaires étrangères puis ambassadeur, notamment en Sierra Leone,, au Salvador, au Belize.
Jean-Claude Fortuit est député de la première circonscription de l’Essonne durant la IVe législature de la cinquième République entre 1968 et 1973. Il est aussi conseiller général du canton de Montgeron entre 1972 et 1976.
Jean-Claude Fortuit a été vice-président de la Société de géographie.

## Décorations et récompenses
Jean-Claude Fortuit est élevé au grade de chevalier de la Légion d'honneur le 11 avril 2004.

## Pour approfondir